# Copa Pan-Americana de Voleibol Feminino de 2013
O Copa Pan-Americana de Voleibol Feminino de 2013 foi a 12ª edição do torneio organizado pela União Pan-Americana de Voleibol (UPV), em parceria com a NORCECA e CSV, realizado no período de 10 a 16 de junho, pela primeira vez realizada na América do Sul, inicialmente nas cidades peruanas de Callao no Coliseo Almirante Miguel Grau., em Iquitos com partidas no Coliseo Juan Pinasco Villanueva , e em Huacho com jogos no Coliseo Fernando Suarez, ou seja, na primeira fase; depois conclui-se nas cidades de Lima no Coliseo Eduardo Dibós e volta a Callao.Contou com a participação de doze países e com vagas para disputar a edição do Grand Prix de Voleibol de 2014.
A Seleção Estadunidense conquistou seu terceiro título na competição ao vencer na final a Seleção Dominicana e a atleta Nicole Fawcett do time campeão foi premiada como Melhor Jogadora (MVP).

## Seleções participantes
As seguintes seleções participaram da Copa Pan-Americana de Voleibol Feminino:
| Equipe               | Última participação |
| -------------------- | ------------------- |
| Peru                 | (Sede), 7º em 2012  |
| Argentina            | 5º em 2012          |
| Brasil               | 2º em 2012          |
| Canadá               | 8º em 2012          |
| Colômbia             | 11º em 2012         |
| Costa Rica           | 9º em 2012          |
| Cuba                 | 3º em 2012          |
| Estados Unidos       | 1º em 2012          |
| México               | 12º em 2012         |
| Porto Rico           | 6º em 2012          |
| República Dominicana | 4º em 2012          |
| Trinidad e Tobago    | 10º em 2012         |

## Formato da disputa
As doze seleções foram divididas proporcionalmente em Grupos A, B e C, em cada grupo as seleções se enfrentaram entre si, e ao final dos confrontos as primeiras colocadas de cada grupo classificaram-se automaticamente para as semifinais, sendo para esta fase as duas com melhores índices, a terceira entre as primeiras colocadas disputou as quartas de final juntamente com todas as segundas colocadas na fase classificatória; já as melhores terceiras colocadas juntamente com as melhores quartas colocadas disputaram as classificações inferiores; as com menores índices definiram as posições do nono ao décimo segundo lugares.
Os perdedores das quartas de final disputaram as classificações do quinto ao oitavo lugares, já os  vencedores das quartas de final disputaram as semifinais e destes confrontos as melhores equipes fizeram a final e os perdedores a disputa do bronze.

## Fase classificatória
Classificação

## Grupo A
|     |                   |     | Jogos | Jogos | Jogos | Resultados | Resultados | Resultados | Resultados | Resultados | Resultados | Sets | Sets | Sets  | Pontos | Pontos | Pontos |
| Pos | Equipe            | Pts | T     | V     | D     | 3–0        | 3–1        | 3–2        | 2–3        | 1–3        | 0–3        | V    | P    | R     | V      | P      | R      |
| --- | ----------------- | --- | ----- | ----- | ----- | ---------- | ---------- | ---------- | ---------- | ---------- | ---------- | ---- | ---- | ----- | ------ | ------ | ------ |
| 1   | Estados Unidos    | 8   | 3     | 3     | 0     | 2          | 0          | 1          | 0          | 0          | 0          | 9    | 2    | 4.500 | 266    | 195    | 1.364  |
| 2   | Argentina         | 6   | 3     | 2     | 1     | 2          | 0          | 0          | 0          | 0          | 1          | 6    | 3    | 2,000 | 208    | 186    | 1.118  |
| 3   | Porto Rico        | 4   | 3     | 1     | 2     | 1          | 0          | 0          | 1          | 0          | 1          | 5    | 6    | 0.833 | 233    | 240    | 0.971  |
| 4   | Trinidad e Tobago | 0   | 3     | 0     | 3     | 0          | 0          | 0          | 0          | 0          | 3          | 0    | 9    | 0,000 | 139    | 225    | 0.618  |

Resultados
| 10 de junho de 2013 18:00 P2P3 | Argentina | 3 — 0             | Porto Rico | Coliseo Almirante Miguel Grau., Callao Público: 100 Árbitro(s): MEX Luis Macias DOM Denny Céspedes |
| 10 de junho de 2013 18:00 P2P3 | 25 26 25  | Set 1 Set 2 Set 3 | 23 21 15   | Coliseo Almirante Miguel Grau., Callao Público: 100 Árbitro(s): MEX Luis Macias DOM Denny Céspedes |

| 10 de junho de 2013 20:15 P2P3 | Estados Unidos | 3 — 0             | Trinidad e Tobago | Coliseo Almirante Miguel Grau., Callao Público: 200 Árbitro(s): COL Jorge Erazo BRA George Kuroki |
| 10 de junho de 2013 20:15 P2P3 | 25 26 25       | Set 1 Set 2 Set 3 | 13 12 13          | Coliseo Almirante Miguel Grau., Callao Público: 200 Árbitro(s): COL Jorge Erazo BRA George Kuroki |

| 11 de junho de 2013 18:00 P2P3 | Argentina | 3 — 0             | Trinidad e Tobago | Coliseo Almirante Miguel Grau., Callao Público: 100 Árbitro(s): BRA George Kuroki MEX Luis Macias |
| 11 de junho de 2013 18:00 P2P3 | 25 26 25  | Set 1 Set 2 Set 3 | 23 18 11          | Coliseo Almirante Miguel Grau., Callao Público: 100 Árbitro(s): BRA George Kuroki MEX Luis Macias |

| 11 de junho de 2013 20:00 P2P3 | Estados Unidos | 3 — 2                        | Porto Rico     | Coliseo Almirante Miguel Grau., Callao Público: 225 Árbitro(s): DOM Denny Céspedes COL Jorge Erazo |
| 11 de junho de 2013 20:00 P2P3 | 28 23 25 15    | Set 1 Set 2 Set 3 Set4 Set 5 | 30 25 14 17 13 | Coliseo Almirante Miguel Grau., Callao Público: 225 Árbitro(s): DOM Denny Céspedes COL Jorge Erazo |

| 12 de junho de 2013 18:00 P2P3 | Porto Rico | 3 — 0             | Trinidad e Tobago | Coliseo Almirante Miguel Grau., Callao Público: 125 Árbitro(s): MEX Luis Macias BRA George Kuroki |
| 12 de junho de 2013 18:00 P2P3 | 25 26 25   | Set 1 Set 2 Set 3 | 19 18 12          | Coliseo Almirante Miguel Grau., Callao Público: 125 Árbitro(s): MEX Luis Macias BRA George Kuroki |

| 12 de junho de 2013 20:00 P2P3 | Estados Unidos | 3 — 0             | Argentina | Coliseo Almirante Miguel Grau., Callao Público: 225 Árbitro(s): DOM Denny Céspedes Predefinição:Arbitro COL |
| 12 de junho de 2013 20:00 P2P3 | 25 26 25       | Set 1 Set 2 Set 3 | 17 19 22  | Coliseo Almirante Miguel Grau., Callao Público: 225 Árbitro(s): DOM Denny Céspedes Predefinição:Arbitro COL |

## Grupo B
|     |            |     | Jogos | Jogos | Jogos | Resultados | Resultados | Resultados | Resultados | Resultados | Resultados | Sets | Sets | Sets  | Pontos | Pontos | Pontos |
| Pos | Equipe     | Pts | T     | V     | D     | 3–0        | 3–1        | 3–2        | 2–3        | 1–3        | 0–3        | V    | P    | R     | V      | P      | R      |
| --- | ---------- | --- | ----- | ----- | ----- | ---------- | ---------- | ---------- | ---------- | ---------- | ---------- | ---- | ---- | ----- | ------ | ------ | ------ |
| 1   | Cuba       | 7   | 3     | 3     | 0     | 1          | 0          | 2          | 0          | 0          | 0          | 9    | 4    | 2.250 | 285    | 260    | 1.096  |
| 2   | Canadá     | 6   | 3     | 2     | 1     | 1          | 0          | 1          | 1          | 0          | 0          | 8    | 5    | 1.600 | 286    | 266    | 1.075  |
| 3   | Peru       | 5   | 3     | 1     | 2     | 1          | 0          | 0          | 2          | 0          | 0          | 7    | 6    | 1.167 | 280    | 264    | 1.061  |
| 4   | Costa Rica | 0   | 3     | 0     | 3     | 0          | 0          | 0          | 0          | 0          | 3          | 0    | 9    | 0,000 | 164    | 225    | 0.729  |

Resultados
| 10 de junho de 2013 21:25 P2P3 | Cuba        | 3 — 2                        | Canadá      | Coliseo Juan Pinasco Villanueva, Iquitos Público: 4 500 Árbitro(s): ARG Josè Luis Barrios USA Brian Hemelgarn |
| 10 de junho de 2013 21:25 P2P3 | 21 20 25 15 | Set 1 Set 2 Set 3 Set4 Set 5 | 25 21 20 13 | Coliseo Juan Pinasco Villanueva, Iquitos Público: 4 500 Árbitro(s): ARG Josè Luis Barrios USA Brian Hemelgarn |

| 10 de junho de 2013 19:15 P2P3 | Peru | 3 — 0             | Costa Rica | Coliseo Juan Pinasco Villanueva, Iquitos Público: 4 500 Árbitro(s): PUR Jaime Maldonado TTO Winston Samuel |
| 10 de junho de 2013 19:15 P2P3 | 25   | Set 1 Set 2 Set 3 | 19 18 16   | Coliseo Juan Pinasco Villanueva, Iquitos Público: 4 500 Árbitro(s): PUR Jaime Maldonado TTO Winston Samuel |

| 11 de junho de 2013 21:50 P2P3 | Cuba | 3 —0              | Costa Rica | Coliseo Juan Pinasco Villanueva, Iquitos Público: 2 800 Árbitro(s): TTO Winston Samuel ARG Josè Luis Barrios |
| 11 de junho de 2013 21:50 P2P3 | 25   | Set 1 Set 2 Set 3 | 20 14 17   | Coliseo Juan Pinasco Villanueva, Iquitos Público: 2 800 Árbitro(s): TTO Winston Samuel ARG Josè Luis Barrios |

| 11 de junho de 2013 19:05 P2P3 | Peru           | 2 — 3                        | Canadá         | Coliseo Juan Pinasco Villanueva, Iquitos Público: 3 800 Árbitro(s): USA Brian Hemelgarn PUR Jaime Maldonado |
| 11 de junho de 2013 19:05 P2P3 | 19 25 20 25 11 | Set 1 Set 2 Set 3 Set4 Set 5 | 25 22 25 20 15 | Coliseo Juan Pinasco Villanueva, Iquitos Público: 3 800 Árbitro(s): USA Brian Hemelgarn PUR Jaime Maldonado |

| 12 de junho de 2013 21:50 P2P3 | Canadá | 3 —0              | Costa Rica | Coliseo Juan Pinasco Villanueva, Iquitos Público: 3 950 Árbitro(s): ARG Josè Luis Barrios TTO Winston Samuel |
| 12 de junho de 2013 21:50 P2P3 | 25     | Set 1 Set 2 Set 3 | 18 23 19   | Coliseo Juan Pinasco Villanueva, Iquitos Público: 3 950 Árbitro(s): ARG Josè Luis Barrios TTO Winston Samuel |

| 12 de junho de 2013 19:05 P2P3 | Peru           | 2 — 3                        | Cuba           | Coliseo Juan Pinasco Villanueva, Iquitos Público: 5 000 Árbitro(s): PUR Jaime Maldonado USA Brian Hemelgarn |
| 12 de junho de 2013 19:05 P2P3 | 25 21 25 22 12 | Set 1 Set 2 Set 3 Set4 Set 5 | 19 25 20 25 15 | Coliseo Juan Pinasco Villanueva, Iquitos Público: 5 000 Árbitro(s): PUR Jaime Maldonado USA Brian Hemelgarn |

## Grupo C
|     |                      |     | Jogos | Jogos | Jogos | Resultados | Resultados | Resultados | Resultados | Resultados | Resultados | Sets | Sets | Sets  | Pontos | Pontos | Pontos |
| Pos | Equipe               | Pts | T     | V     | D     | 3–0        | 3–1        | 3–2        | 2–3        | 1–3        | 0–3        | V    | P    | R     | V      | P      | R      |
| --- | -------------------- | --- | ----- | ----- | ----- | ---------- | ---------- | ---------- | ---------- | ---------- | ---------- | ---- | ---- | ----- | ------ | ------ | ------ |
| 1   | República Dominicana | 9   | 3     | 3     | 0     | 2          | 1          | 0          | 0          | 0          | 0          | 9    | 1    | 9,000 | 256    | 201    | 1.274  |
| 2   | Brasil               | 6   | 3     | 2     | 1     | 1          | 1          | 0          | 0          | 1          | 0          | 7    | 4    | 1.750 | 272    | 235    | 1.157  |
| 3   | México               | 3   | 3     | 1     | 2     | 1          | 0          | 0          | 0          | 1          | 1          | 4    | 6    | 0.667 | 200    | 230    | 0.870  |
| 4   | Colômbia             | 0   | 3     | 0     | 3     | 0          | 0          | 0          | 0          | 0          | 3          | 0    | 9    | 0,000 | 163    | 225    | 0.724  |

Resultados
| 10 de junho de 2013 18:00 P2P3 | Colômbia | 0 — 3             | México | Coliseo Fernando Suarez., Huacho Público: 700 Árbitro(s): CAN Andrew Robb PER Rócio Huarcaya |
| 10 de junho de 2013 18:00 P2P3 | 18 23 16 | Set 1 Set 2 Set 3 | 25     | Coliseo Fernando Suarez., Huacho Público: 700 Árbitro(s): CAN Andrew Robb PER Rócio Huarcaya |

| 10 de junho de 2013 20:14 P2P3 | Brasil      | 1 — 3                   | República Dominicana | Coliseo Fernando Suarez, Huacho Público: 1 200 Árbitro(s): CUB Lourdes Pérez CRC Marvin Mora |
| 10 de junho de 2013 20:14 P2P3 | 25 20 21 33 | Set 1 Set 2 Set 3 Set 4 | 21 25 35             | Coliseo Fernando Suarez, Huacho Público: 1 200 Árbitro(s): CUB Lourdes Pérez CRC Marvin Mora |

| 11 de junho de 2013 18:00 P2P3 | República Dominicana | 3 —0              | Colômbia | Coliseo Fernando Suarez, Huacho Público: 500 Árbitro(s): CRC Marvin Mora CUB Lourdes Pérez |
| 11 de junho de 2013 18:00 P2P3 | 25                   | Set 1 Set 2 Set 3 | 19 14 21 | Coliseo Fernando Suarez, Huacho Público: 500 Árbitro(s): CRC Marvin Mora CUB Lourdes Pérez |

| 11 de junho de 2013 20:11 P2P3 | Brasil | 3 — 1                   | México      | Coliseo Fernando Suarez, Huacho Público: 700 Árbitro(s): PER Rócio Huarcaya CAN Andrew Robb |
| 11 de junho de 2013 20:11 P2P3 | 23 25  | Set 1 Set 2 Set 3 Set 4 | 25 16 21 15 | Coliseo Fernando Suarez, Huacho Público: 700 Árbitro(s): PER Rócio Huarcaya CAN Andrew Robb |

| 12 de junho de 2013 18:04 P2P3 | República Dominicana | 3 —0              | México   | Coliseo Fernando Suarez, Huacho Público: 500 Árbitro(s): CRC Marvin Mora CAN Andrew Robb |
| 12 de junho de 2013 18:04 P2P3 | 25                   | Set 1 Set 2 Set 3 | 17 13 18 | Coliseo Fernando Suarez, Huacho Público: 500 Árbitro(s): CRC Marvin Mora CAN Andrew Robb |

| 12 de junho de 2013 20:00 P2P3 | Brasil | 3 —0              | Colômbia | Coliseo Fernando Suarez, Huacho Público: 1 000 Árbitro(s): CUB Lourdes Pérez PER Rócio Huarcaya |
| 12 de junho de 2013 20:00 P2P3 | 25     | Set 1 Set 2 Set 3 | 13 23 18 | Coliseo Fernando Suarez, Huacho Público: 1 000 Árbitro(s): CUB Lourdes Pérez PER Rócio Huarcaya |

## Classificação do 7º ao 10º lugares
Resultados
| 14 de junho de 2013 19:20 P2P3 | Peru        | 3 — 2                        | México         | Coliseo Eduardo Dibós, Lima Público: 800 Árbitro(s): USA Brian Hemelgarn ARG Josè Luis Barrios |
| 14 de junho de 2013 19:20 P2P3 | 20 26 25 16 | Set 1 Set 2 Set 3 Set4 Set 5 | 25 28 20 17 14 | Coliseo Eduardo Dibós, Lima Público: 800 Árbitro(s): USA Brian Hemelgarn ARG Josè Luis Barrios |

| 14 de junho de 2013 18:00 P2P3 | Porto Rico | 3 —0              | Costa Rica | Coliseo Almirante Miguel Grau., Callao Público: 100 Árbitro(s): BRA George Kuroki Predefinição:Arbitro CAN |
| 14 de junho de 2013 18:00 P2P3 | 25         | Set 1 Set 2 Set 3 | 5 14 12    | Coliseo Almirante Miguel Grau., Callao Público: 100 Árbitro(s): BRA George Kuroki Predefinição:Arbitro CAN |

## Quartas de final
Resultados
| 14 de junho de 2013 20:00 P2 | Brasil         | 3 — 2                        | Canadá        | Coliseo Almirante Miguel Grau., Callao Público: 250 Árbitro(s): COL Jorge Erazo MEX Luis Macias |
| 14 de junho de 2013 20:00 P2 | 25 23 25 20 15 | Set 1 Set 2 Set 3 Set4 Set 5 | 20 25 13 25 9 | Coliseo Almirante Miguel Grau., Callao Público: 250 Árbitro(s): COL Jorge Erazo MEX Luis Macias |

| 14 de junho de 2013 17:13 P2P3 | Cuba     | 0 — 3             | Argentina | Coliseo Eduardo Dibós, Lima Público: 500 Árbitro(s): DOM Denny Céspedes PER Rócio Huarcaya |
| 14 de junho de 2013 17:13 P2P3 | 24 22 23 | Set 1 Set 2 Set 3 | 26 25     | Coliseo Eduardo Dibós, Lima Público: 500 Árbitro(s): DOM Denny Céspedes PER Rócio Huarcaya |

## Classificação do 9º ao 12º lugares
| 15 de junho de 2013 16:00 P2P3 | Trinidad e Tobago | 3 — 0             | México   | Coliseo Almirante Miguel Grau., Callao Público: 50 Árbitro(s): CAN Andrew Robb BRA George Kuroki |
| 15 de junho de 2013 16:00 P2P3 | 25 26             | Set 1 Set 2 Set 3 | 17 22 24 | Coliseo Almirante Miguel Grau., Callao Público: 50 Árbitro(s): CAN Andrew Robb BRA George Kuroki |

| 15 de junho de 2013 18:00 P2P3 | Colômbia       | 3 — 2                        | Costa Rica | Coliseo Almirante Miguel Grau., Callao Público: 50 Árbitro(s): PUR Jaime Maldonado TTO Winston Samuel |
| 15 de junho de 2013 18:00 P2P3 | 35 15 20 25 15 | Set 1 Set 2 Set 3 Set4 Set 5 | 33 25 22 6 | Coliseo Almirante Miguel Grau., Callao Público: 50 Árbitro(s): PUR Jaime Maldonado TTO Winston Samuel |

## Classificação do 5º ao 8º lugares
| 15 de junho de 2013 18:00 P2P3 | Peru        | 1 — 3                   | Cuba  | Coliseo Eduardo Dibós, Lima Público: 3 000 Árbitro(s): CRC Marvin Mora USA Brian Hemelgarn |
| 15 de junho de 2013 18:00 P2P3 | 25 16 15 16 | Set 1 Set 2 Set 3 Set 4 | 18 25 | Coliseo Eduardo Dibós, Lima Público: 3 000 Árbitro(s): CRC Marvin Mora USA Brian Hemelgarn |

| 15 de junho de 2013 20:40 P2P3 | Porto Rico | 3 — 1                   | Canadá   | Coliseo Almirante Miguel Grau., Callao Público: 50 Árbitro(s): CUB Lourdes Pérez COL Jorge Erazo |
| 15 de junho de 2013 20:40 P2P3 | 27 18 25   | Set 1 Set 2 Set 3 Set 4 | 25 17 19 | Coliseo Almirante Miguel Grau., Callao Público: 50 Árbitro(s): CUB Lourdes Pérez COL Jorge Erazo |

## Semifinais
Resultados
| 15 de junho de 2013 20:20 P2P3 | Estados Unidos | 3 — 0             | Brasil   | Coliseo Eduardo Dibós, Lima Público: 1 800 Árbitro(s): DOM Denny Céspedes ARG Josè Luis Barrios |
| 15 de junho de 2013 20:20 P2P3 | 25             | Set 1 Set 2 Set 3 | 11 20 22 | Coliseo Eduardo Dibós, Lima Público: 1 800 Árbitro(s): DOM Denny Céspedes ARG Josè Luis Barrios |

| 15 de junho de 2013 16:00 P2P3 | República Dominicana | 3 — 0             | Argentina | Coliseo Eduardo Dibós, Lima Público: 2 000 Árbitro(s): MEX Luís Macias PER Rócio Huarcaya |
| 15 de junho de 2013 16:00 P2P3 | 25                   | Set 1 Set 2 Set 3 | 18 11     | Coliseo Eduardo Dibós, Lima Público: 2 000 Árbitro(s): MEX Luís Macias PER Rócio Huarcaya |

## Décimo primeiro lugar
Resultado
| 16 de junho de 2013 12:00 P2P3 | México   | 1 — 3                   | Costa Rica | Coliseo Almirante Miguel Grau., Callao Público: 50 Árbitro(s): BRA George Kuroki TTO Winston Samuel |
| 16 de junho de 2013 12:00 P2P3 | 25 22 21 | Set 1 Set 2 Set 3 Set 4 | 27 23 25   | Coliseo Almirante Miguel Grau., Callao Público: 50 Árbitro(s): BRA George Kuroki TTO Winston Samuel |

## Nono lugar
Resultado
| 16 de junho de 2013 14:44 P2P3 | Trinidad e Tobago | 2 — 3                        | Colômbia    | Coliseo Almirante Miguel Grau., Callao Público: 50 Árbitro(s): PUR Jaime Maldonado BRA George Kuroki |
| 16 de junho de 2013 14:44 P2P3 | 25 18 14 13       | Set 1 Set 2 Set 3 Set4 Set 5 | 19 13 25 15 | Coliseo Almirante Miguel Grau., Callao Público: 50 Árbitro(s): PUR Jaime Maldonado BRA George Kuroki |

## Sétimo lugar
Resultado
| 16 de junho de 2013 17:20 P2P3 | Peru     | 0 — 3             | Canadá | Coliseo Eduardo Dibós, Lima Público: 2 000 Árbitro(s): USA Brian Hemelgarn ARG Josè Luis Barrios |
| 16 de junho de 2013 17:20 P2P3 | 21 14 19 | Set 1 Set 2 Set 3 | 25     | Coliseo Eduardo Dibós, Lima Público: 2 000 Árbitro(s): USA Brian Hemelgarn ARG Josè Luis Barrios |

## Quinto lugar
Resultado
| 16 de junho de 2013 17:05 P2P3 | Cuba          | 2 — 3                        | Porto Rico  | Coliseo Almirante Miguel Grau., Callao Público: 40 Árbitro(s): COL Jorge Erazo CAN Andrew Robb |
| 16 de junho de 2013 17:05 P2P3 | 26 25 18 22 9 | Set 1 Set 2 Set 3 Set4 Set 5 | 24 18 25 15 | Coliseo Almirante Miguel Grau., Callao Público: 40 Árbitro(s): COL Jorge Erazo CAN Andrew Robb |

## Terceiro lugar
Resultado
| 16 de junho de 2013 15:05 P2P3 | Brasil   | 0 — 3             | Argentina | Coliseo Eduardo Dibós, Lima Público: 1 800 Árbitro(s): DOM Denny Céspedes CUB Lourdes Pérez |
| 16 de junho de 2013 15:05 P2P3 | 23 22 15 | Set 1 Set 2 Set 3 | 25        | Coliseo Eduardo Dibós, Lima Público: 1 800 Árbitro(s): DOM Denny Céspedes CUB Lourdes Pérez |

## Final
Resultado
| 16 de junho de 2013 19:15 P2P3 | República Dominicana | 0 — 3             | Estados Unidos | Coliseo Eduardo Dibós, Lima Público: 1 800 Árbitro(s): MEX Luís Macias PER Rócio Huarcaya |
| 16 de junho de 2013 19:15 P2P3 | 12 20 18             | Set 1 Set 2 Set 3 | 25             | Coliseo Eduardo Dibós, Lima Público: 1 800 Árbitro(s): MEX Luís Macias PER Rócio Huarcaya |